# Рене Дюверже
Рене Дюверже (фр. René Duverger, 30 січня 1911 — 16 серпня 1983) — французький важкоатлет.
Олімпійський чемпіон 1932 року в категорії до 67,5 кг.